# Hayes-Ionia Company

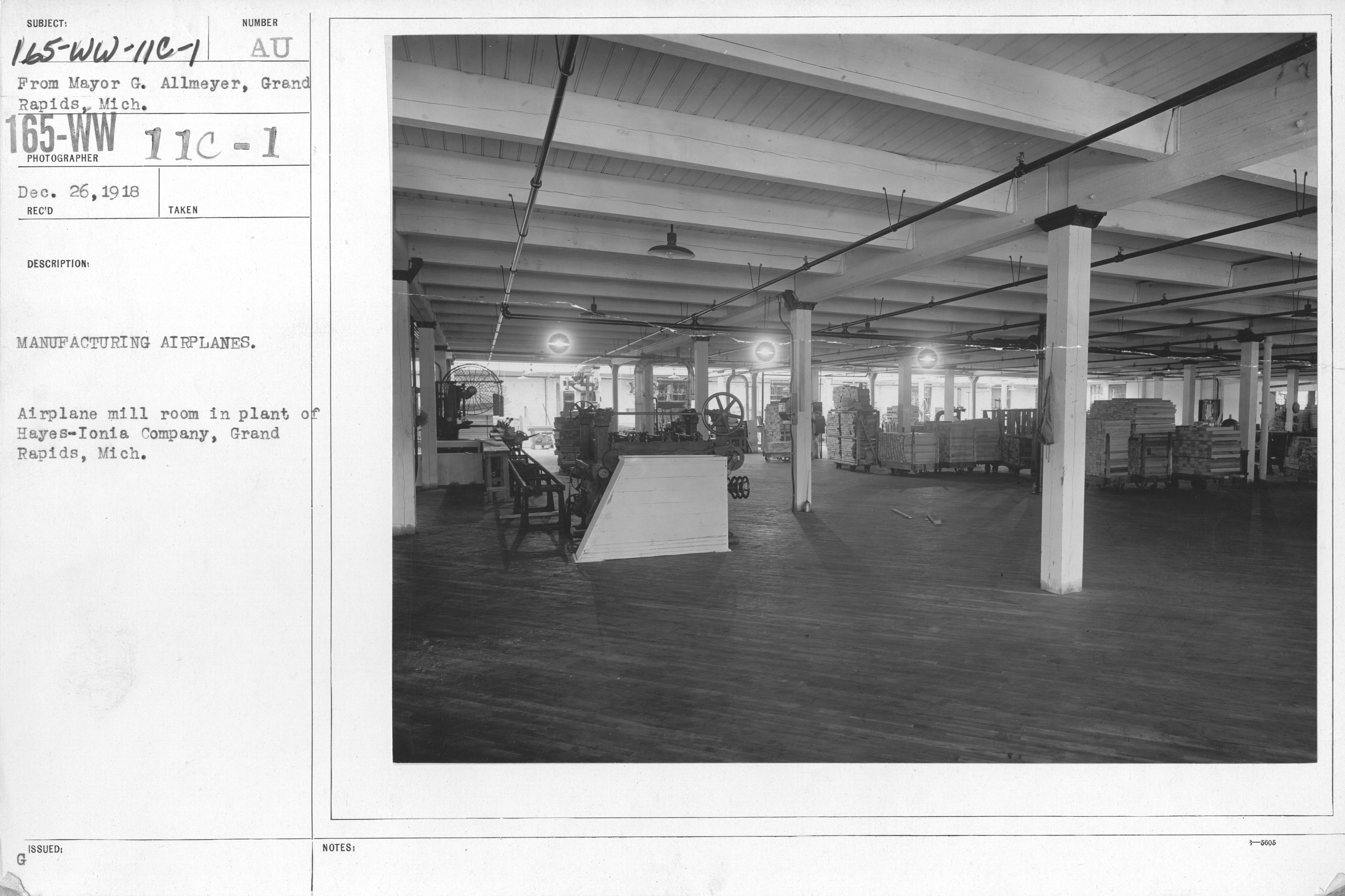
Das Werk in Grand Rapids von innen während des Ersten Weltkriegs

Hayes-Ionia Company war ein US-amerikanisches Karosseriebauunternehmen.

## Unternehmensgeschichte
Hector Jay Hayes hatte bereits mit der Eastman Automobile Company Erfahrungen im Automobilbau gesammelt. Der Schwerpunkt seines Wirkens war jedoch der Karosseriebau. Von 1904 bis 1924 leitete er die Hayes Manufacturing Company in Detroit in Michigan. Dort stellte er Karosserien und Karosserieteile wie Kotflügel her. Ein großer Abnehmer war Ford.
1909 gründete er in seiner Geburtsstadt Ionia in Michigan mit der Hayes-Ionia Company ein weiteres Unternehmen. Auch hier stellte er Karosserien und Teile her. 1917 wurde ein Vertrag mit Chevrolet abgeschlossen. Ein zweites Werk in Grand Rapids im selben Bundesstaat wurde errichtet.
Mitte der 1920er Jahre arbeiteten 3000 Mitarbeiter in den beiden Werken. Sie stellten jährlich über 120.000 Karosserien im Wert von 30 Millionen US-Dollar her. Weitere Abnehmer waren Gem Motor Car Corporation, Maxwell Motor Company, Oldsmobile, Paige-Detroit Motor Car Company, Reo Motor Car Company und Willys-Overland. Ein weiteres Werk in Indianapolis in Indiana stellte geschlossene Karosserien für Marmon her.
Am 15. September 1927 kam es zu einer Reorganisation. Das neue Unternehmen hieß Hayes Body Corporation und existierte bis 1939.